# 최은애
최은애(1974년 2월 1일~)는 대한민국의 성우이다. 2000년 대교방송 4기 공채 성우로 데뷔하였다.

## 출연 작품

### 애니메이션
- 부탁해! 마이멜로디(SBS) - 마이멜로디
- 개골개골 마법사(대교방송) - 쇼코(구슬콩), 프리지타(울랄라)
- 천방지축 모험왕(대교방송) - 여신, 손오공
- 강철의 연금술사(애니원, 챔프) - 마텔, 단테
- 극상 생도회(챔프) - 신디 마나베
- 루시와 ET독(대교방송) - 선생님
- 기동전사 건담 SEED(애니원, 챔프, 투니버스) - 니콜 아말피
- 맑음 때때로 뿌이뿌이(애니원) - 오니기리야마(주먹보)
- 무한의 리바이어스(애니원) - 크리프 케이, 미야비 아키히로
- 쫑아는 사춘기(대교방송) - 가즈키 미나(홍세라)
- 스파이럴 - 추리의 끈(뫼비우스의 띠)(애니원) - 하츠야마 레이코(나정윤)
- 플리퍼와 로파카(어린이TV) - 비아
- 우리반 짱돌이(애니원) - 챠우
- 주홍이의 그림일기(애니원) - 강산, 카르마
- 파이터 바키(애니원)
- 지구 소녀 아르주나(애니원)
- 마법의 술(애니원) - 킵, 돼지
- 헌터X헌터(애니원) - 아내, 아니타, 리포터
- 우주에서 온 모자코(애니맥스) - 엄마
- 천지무용 한 여름밤의 이브(애니박스) - 사사미, 료오키
  - 천지무용 in LOVE(애니박스) - 사사미, 료오키
  - 천지무용 양황귀 OVA(애니박스) - 사사미
- 슬레이어즈 고저스(애니박스) - 여손님
- 슬레이어즈 프리미엄(애니박스) - 소녀
- 공각기동대 - Stand alone complex(애니원)
- 우당탕탕 엽기가족(어린이TV) - 몰리
- 사막의 해적 캡틴 쿠파(재능TV) - 쿠파
- 데스노트(애니원) - 아나운서, 여학생
- 극상학생회(챔프) - 신디 마나베, 인형
- 푸치니와 별난가족(어린이TV)

### 특촬물
- 가면라이더 가부토(애니원) - 준코

### 영화
- 디 엣지 (SBS)

### 외화
- 나니아 연대기 (디즈니+)
- 디노레인저스 (애니박스) - 리제
- 떴다! 트레이시 (어린이TV) - 캠
- 말괄량이 삐삐 (어린이TV)

### 해설
- E뉴스 (tvN)
- 골프클럽 (MBC ESPN)
- 올댓시네마 (CNTV)

### 광고
- 라디오 동대문종합상가
- 동남 전문대학
- 평화은행 따따따론

### 기타
- 시공테크 "조세박물관
- 전산안내 시스템 ARS(700 - 5050)
- 컬러링 "하니, 짱구